# Зимний чемпионат СССР по современному пятиборью 1985
Зимний чемпионат СССР по современному пятиборью среди мужчин проводился в городе Москва с 2 по 7 марта 1985 года. На чемпионате награды разыгрывались только в личном первенстве. Всего на старт вышли 39 спортсменов.

## Фехтование
2 марта 1985 года. Манеж ЦСКА. Москва.
В первый день пятиборцы провели долгий 12-часовой фехтовальный марафон по формуле, свойственной скорее чистому фехтованию: каждый бой проводился до трех уколов, причем дубли (обоюдные уколы) не учитывались. Психологически это несколько иное фехтование, оно исключает случайности, которые неизбежны при поединках на один укол (применительно к современному пятиборью). Спортсмен может действовать смелее и более раскованно, может рисковать, пропустить один укол или даже два и знать, что ещё не все потеряно, поскольку главная цель — нанести в ответ три укола.
Победил в фехтовальном турнире динамовец Игорь Шварц. Из 38 боев он выиграл 28, получив 1029 очков. Второе место у Игоря Брызгалова — 1000 очков, а третьим был Анатолий Старостин — 971 очко.
Лучшие, как правило, в пятиборном фехтовании оказались и лучшими вообще. Любопытна здесь и ещё одна деталь: разница нанесенных и пропущенных уколов. Так, Щварц нанес 93 укола, получил — 63. Разница плюс 30. У Брызгалова плюс 27, у Старостина плюс 30. Но своеобразным рекордсменом стал московский армеец Николай Королев, у которого разница составила плюс 37 уколов. Королев одержал 26 побед и набрал 971 очко.
- Фехтование. Результаты.

1. И. Шварц (Динамо) — 1029
2. И. Брызгалов (Динамо)- 1000
3. А. Старостин (Динамо)- 971
4. Н. Королев (ВС) — 971

## Верховая езда
3-4 марта 2014 года. Конно-спортивная база ЦСКА (Москва. ул. Дыбенко).
- Положение после двух видов. Результаты.

1. А. Старостин (Динамо)- 1988
2. Александр Тарев (ВС) — 1984
3. И. Брызгалов (Динамо) — 1955
4. Виктор Кириенко (ВС) — 1951
5. Сергей Куликов (ВС) — 1941

## Зимний чемпионат СССР. Мужчины. Личное первенство
| Дисциплина        | Золото                                                      | Серебро                              | Бронза                                        |
| Личное первенство | Александр Тарев · Киргизская ССР · Фрунзе, Вооруженные Силы | Анатолий Старостин · Москва · Динамо | Анатолий Авдеев · Московская область · Динамо |

- Итоговые результаты.

| Место | Спортсмен          | Республика, город, спортивное общество    | Сумма очков |
| ----- | ------------------ | ----------------------------------------- | ----------- |
| 1.    | Александр Тарев    | Киргизская ССР · Фрунзе, Вооруженные Силы | 5603        |
| 2.    | Анатолий Старостин | Москва · Динамо                           | 5601        |
| 3.    | Анатолий Авдеев    | Московская область · Динамо               | 5553        |
| 4.    | Виктор Кириенко    | Украинская ССР · Киев,Вооруженные Силы    | 5450        |
| 5.    | Игорь Шварц        | Московская область · Динамо               | 5428        |
| 6.    | Николай Королев    | Москва · Вооруженные Силы                 | 5428        |
| 7.    | Игорь Брызгалов    | Грузинская ССР · Тбилиси, Динамо          | 5417        |
| 8.    | Александр Беляков  | Московская область · Динамо               | 5406        |
| 9.    | Евгений Зинковский | Башкирская АССР · Уфа, Динамо             | 5471        |
| 10.   | Сергей Куликов     | Москва · Вооруженные Силы                 | 5363        |
| 11.   | Александр Макеев   | Московская область · Динамо               | 5357        |
| 12.   | Вахтанг Ягорашвили | Грузинская ССР · Тбилиси, Динамо          | 5350        |